# Bradbury (motorfiets)

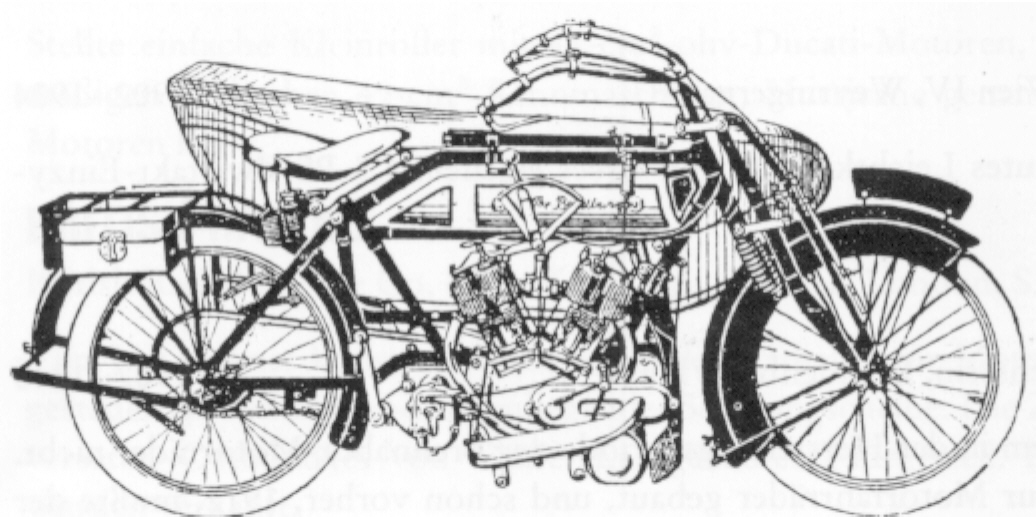
790cc-Bradbury V-twin uit 1921.

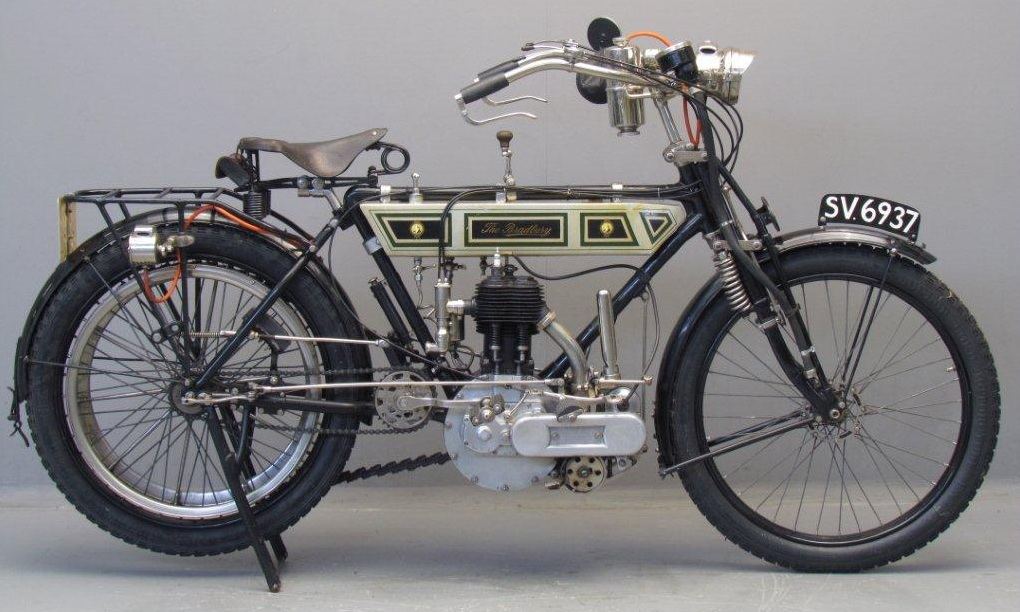
Bradbury 554cc-zijklepper uit 1912. Dit was een van de goedkopere modellen, met riemaandrijving, maar wel al een koppeling in de naaf van het achterwiel, een NSU- tweeversnellingspoelie en een uitlaatfluit die met een pedaal bediend wordt.

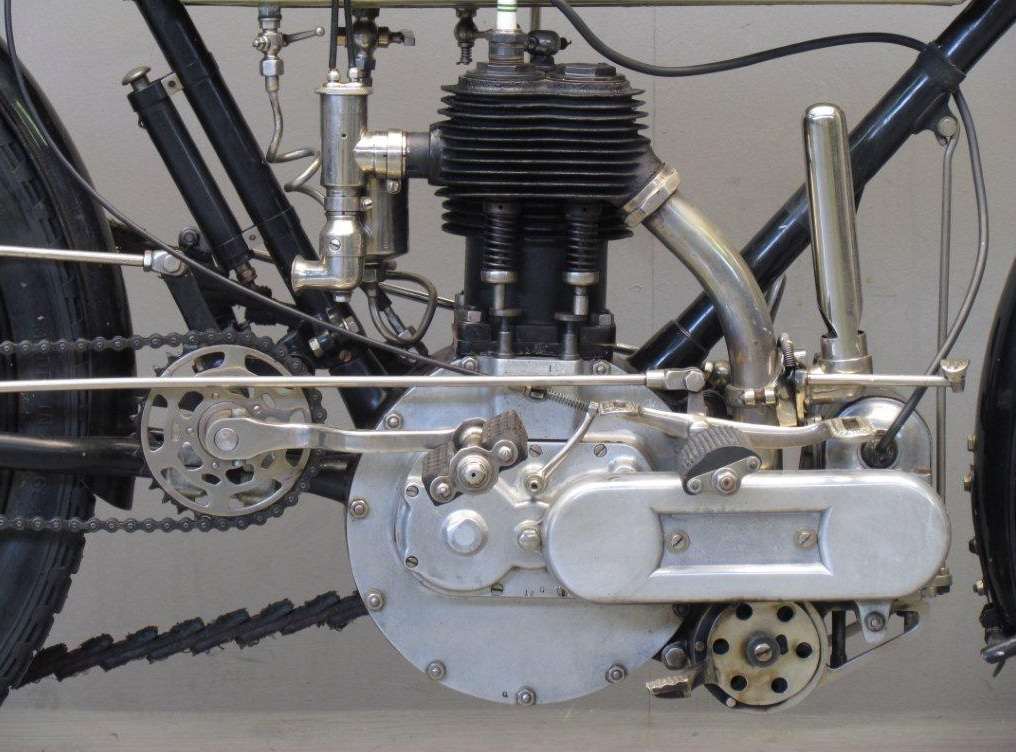
Het rechtopstaande deel voor op de motor is de uitlaatfluit, het bedieningspedaaltje zit ernaast.

Bradbury en Peerless zijn een historische Britse merken van motorfietsen van dezelfde fabrikant.
De bedrijfsnaam was Bradbury & Co. Ltd., Wellington Works, Oldham.
Bradbury was in 1852 opgericht en produceerde fietsen, wiegjes, gereedschappen en voorspanwagens voor fietsen, maar het had al wereldwijde faam als naaimachinefabriek. In 1902 ging men fietsen met een Minerva-clip-on motor produceren. John Birch was als constructeur aan Bradbury verbonden en in 1903 nam Bradbury zijn gepatenteerde motor over. Die had een carter dat bestond uit een stalen trommel die aan het frame vast was gesoldeerd, waardoor het een vast verbonden, dragend deel van het frame vormde. Aan de rechterkant zat een aluminium deksel dat als distributiecarter diende. Deze constructie hield Bradbury vol tot het einde van de productie in 1923. Deze eerste motorfietsen werden tot 1910 ook als Peerless op de markt gebracht. De volgende modellen waren voornamelijk steeds verbeterde versies van deze Birch-motor.
In 1912 waren er 554cc-eencilinders en 749cc-V-twins en zelfs 499cc-tweecilinder boxermotoren. Na 1918 werden de modellen verbeterd en in 1923, toen de poorten werden gesloten, was er ook een 349cc-zijklepper.
Voor andere merken met de naam Peerless, zie Peerless (Birmingham) - Peerless (Boston) - Peerless (Melbourne)